# Раймунд (IV) (граф Тулузький)
Раймунд (IV) (*Raymond (IV) бл. 925 — 961) — граф Тулузи у бл. 950—961 роках.

## Життєпис
Походив з династії Руерга (Раймундідів). Син Раймунда III Понса, графа Тулузького і герцога Аквітанського, та Герсенди (доньки Гарсії II). Тривалий час про існування Раймунда нічого не було відомо, вважалося, що Вільгельм III був сином Раймунда Понса. Втім у 2000-х роках доведено, що Раймунд був сином Раймунда Понса, а Вільгельм III — онуком Раймунда. Проте існує дискусія стосовно нумерації: частина дослідників розглядає Раймунда Понса під номер «III», відповідно його сина як Раймунда IV, інші — як Понса I, а його нащадка як Раймунда III.
Про діяльність Раймунда IV відомо замало. Ймовірно близько 950 року успадкував Тулузьке графство. Водночас продовжив політику батька щодо підкорення Аквітанії, більшу частину якої захопив Вільгельм III, граф Пуатевінський. Боротьба з останнім тривала до самої смерті Раймунда IV й завершилася остаточною втратою Аквітанії.
Помер близько 961 року. Йому спадкував старший син Раймунд.

## Родина
Дружина — Емільда, донька Гуго, графа Руерга.
Діти:
- Раймунд (945—978), граф Тулузи
- Гуго (д/н—972)